# Pagode Shwemokhtaw
La Pagode Shwemokhtaw (en birman : ရွှေမုဋ္ဌောစေတီ) est une pagode bouddhiste située dans la ville de Pathein (anciennement appelée Bassein), en Birmanie. Dans le pavillon sud de la pagode se trouve une image vénérée du Bouddha, Thiho-shin Phondawpyi (en birman သီဟိုဠ်ရှင် ဘုန်းတော်ပြည့် ဘုရား). La pagode abrite un festival de pagode pendant la pleine lune de Kason (avril / mai), qui marque Visakha. 
Selon la tradition, la pagode aurait été fondée par le roi Ashoka d'Inde en 305 av. J.-C. Le roi Alaungsithu (du royaume de Bagan) fit surélever le stupa à une hauteur de 11 mètres en l'an 1115, et le roi Môn Samodogossa le fit encore surélever à 40 mètres de hauteur en 1263 apr. J.-C. Le stupa mesure maintenant 47 mètres. Sa couche supérieure est composée de 6,3 kg d'or massif, son niveau intermédiaire d'argent pur et son troisième niveau de bronze, avec quelque 829 diamants, 843 rubis et 1588 pierres semi-précieuses.